# Ejido Kilómetro Ochenta y Seis Cuatro
Ejido Kilómetro Ochenta y Seis Cuatro är en ort i Mexiko.   Den ligger i kommunen Delicias och delstaten Chihuahua, i den nordvästra delen av landet, 1 200 km nordväst om huvudstaden Mexico City. Ejido Kilómetro Ochenta y Seis Cuatro ligger 1 224 meter över havet och antalet invånare är 385.
Terrängen runt Ejido Kilómetro Ochenta y Seis Cuatro är platt. Runt Ejido Kilómetro Ochenta y Seis Cuatro är det glesbefolkat, med 9 invånare per kvadratkilometer. Närmaste större samhälle är Ciudad Delicias, 7,0 km norr om Ejido Kilómetro Ochenta y Seis Cuatro. Trakten runt Ejido Kilómetro Ochenta y Seis Cuatro består till största delen av jordbruksmark.